# Heinrich Schwemmer
Heinrich Schwemmer (Gumpertshausen bei Hallburg, 28 mars 1621 – Nuremberg, 31 mai 1696) est un professeur de musique et compositeur allemand.

## Biographie
Heinrich Schwemmer naît à Gumpertshausen bei Hallburg, en Basse-Franconie, mais après la mort de son père en 1627, la famille s'installe à Weimar, au sortir de la guerre de Trente Ans. Après la mort de sa mère en 1638, il déménage à Coburg, puis enfin en 1641, il s'installe à Nuremberg, où il est resté le reste de sa vie. Il étudié la musique avec Kindermann à Saint-Sébald et en 1650, il devient lui-même enseignant, assumant le rôle d'un cantor, sans le titre. À partir de 1656, il est Directeur chori musici avec Paul Hainlein. Schwemmer, avec Georg Caspar Wecker, forme toute une génération de musiciens dans la tradition de l'école du sud de l'Allemagne, notamment Nikolaus Deinl, Johann Krieger, Johann Löhner, Johann Pachelbel, J. B. Schütz et Maximilien Zeidler. Schwemmer enseigne le chant, tandis que Wecker enseigne le jeu au clavier et la composition.
Toutes les compositions connues de Schwemmer, dont il existe un nombre considérable de manuscrits, sont des œuvres vocales : la plupart du temps ce sont des strophes de chants sacrés  pour les mariages et les funérailles, avec quelques cantates et des concertos-choral. Il est un maître du style concertato vocal.

## Sources
- (en) Harold E. Samuel, « Schwemmer, Heinrich », dans Grove Music Online, Oxford University Press, 2001.
- (en) Harold E. Samuel, The Cantata in Nuremberg during the Seventeenth Century (Ann Arbor, 1982)